# La Caya

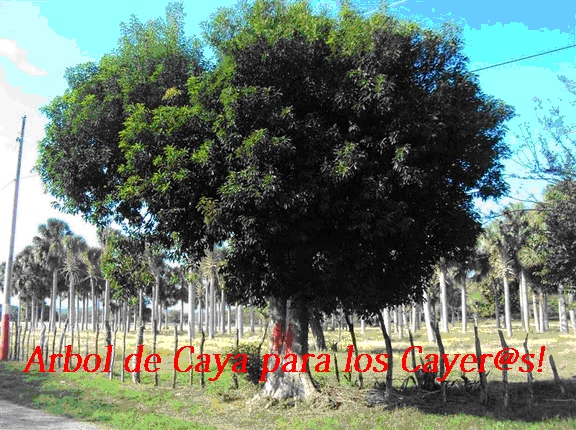
Árbol La Caya

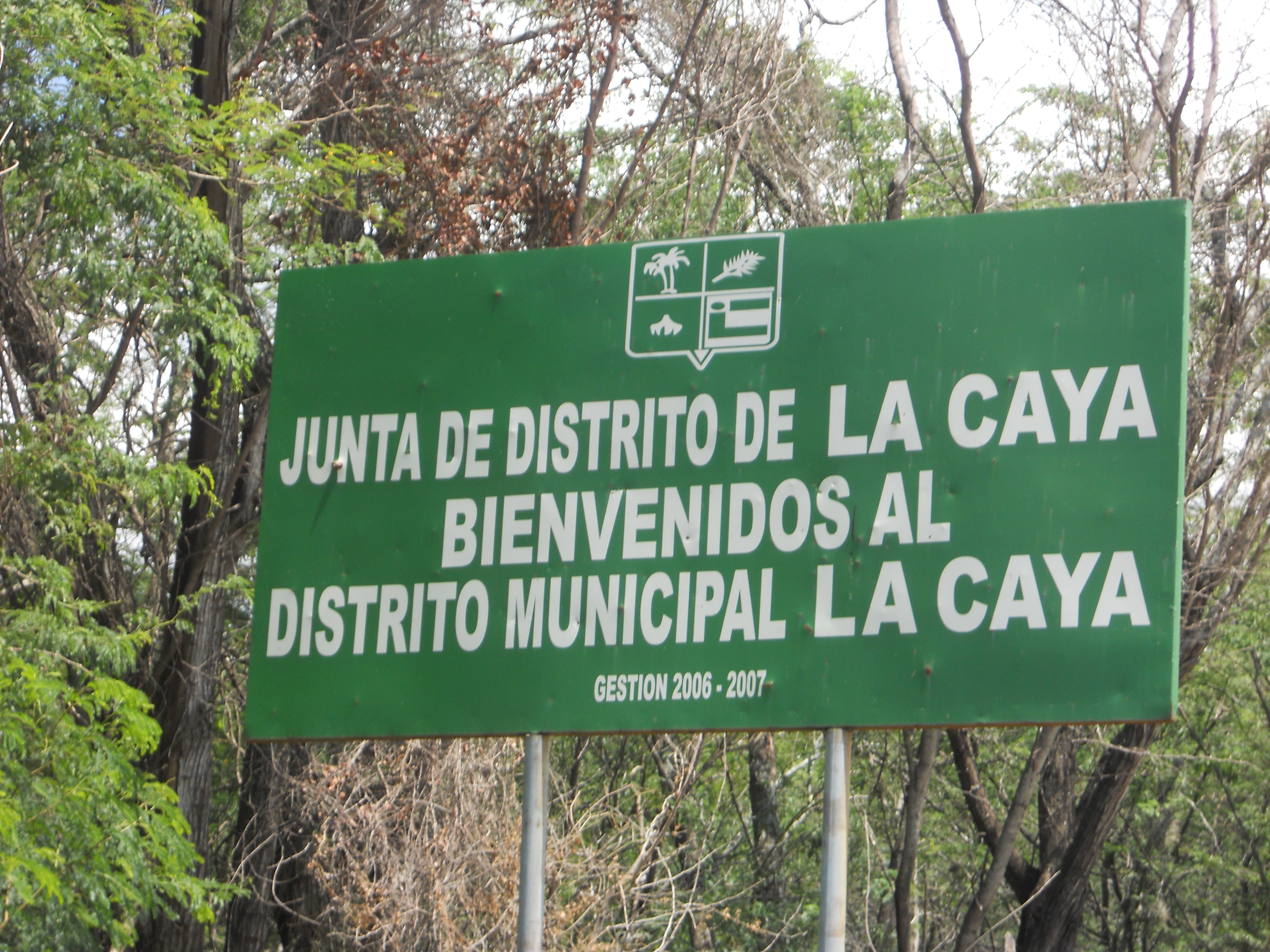
Letrero oficial en la entrada de La Caya

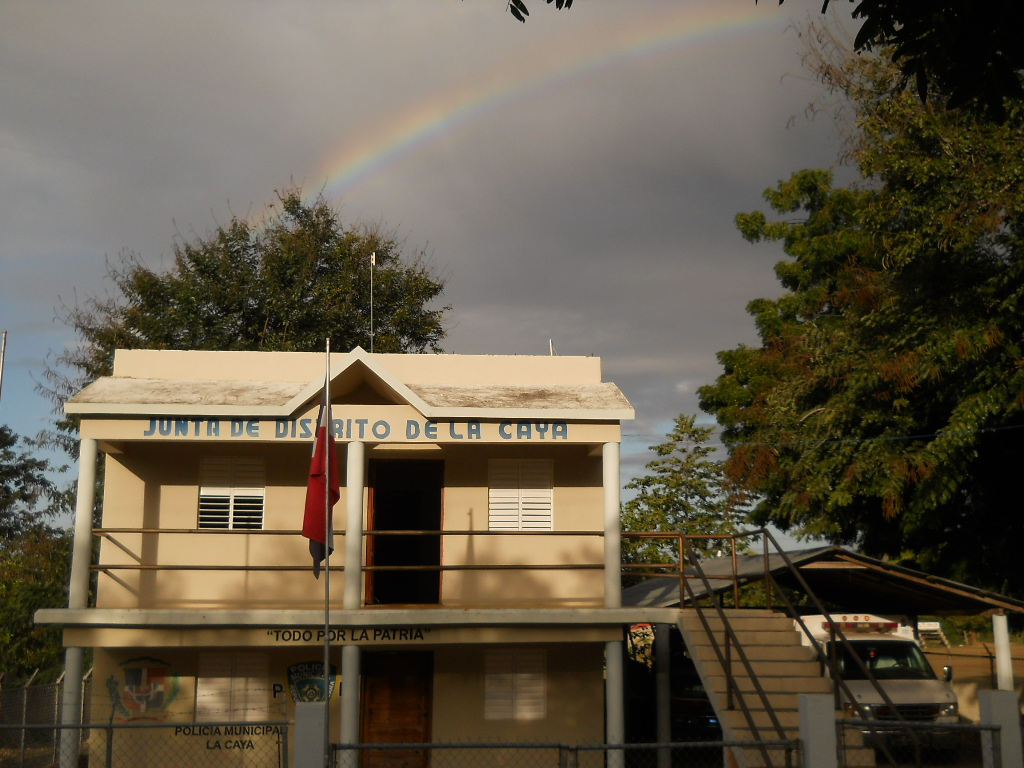
Ayuntamiento de La Caya

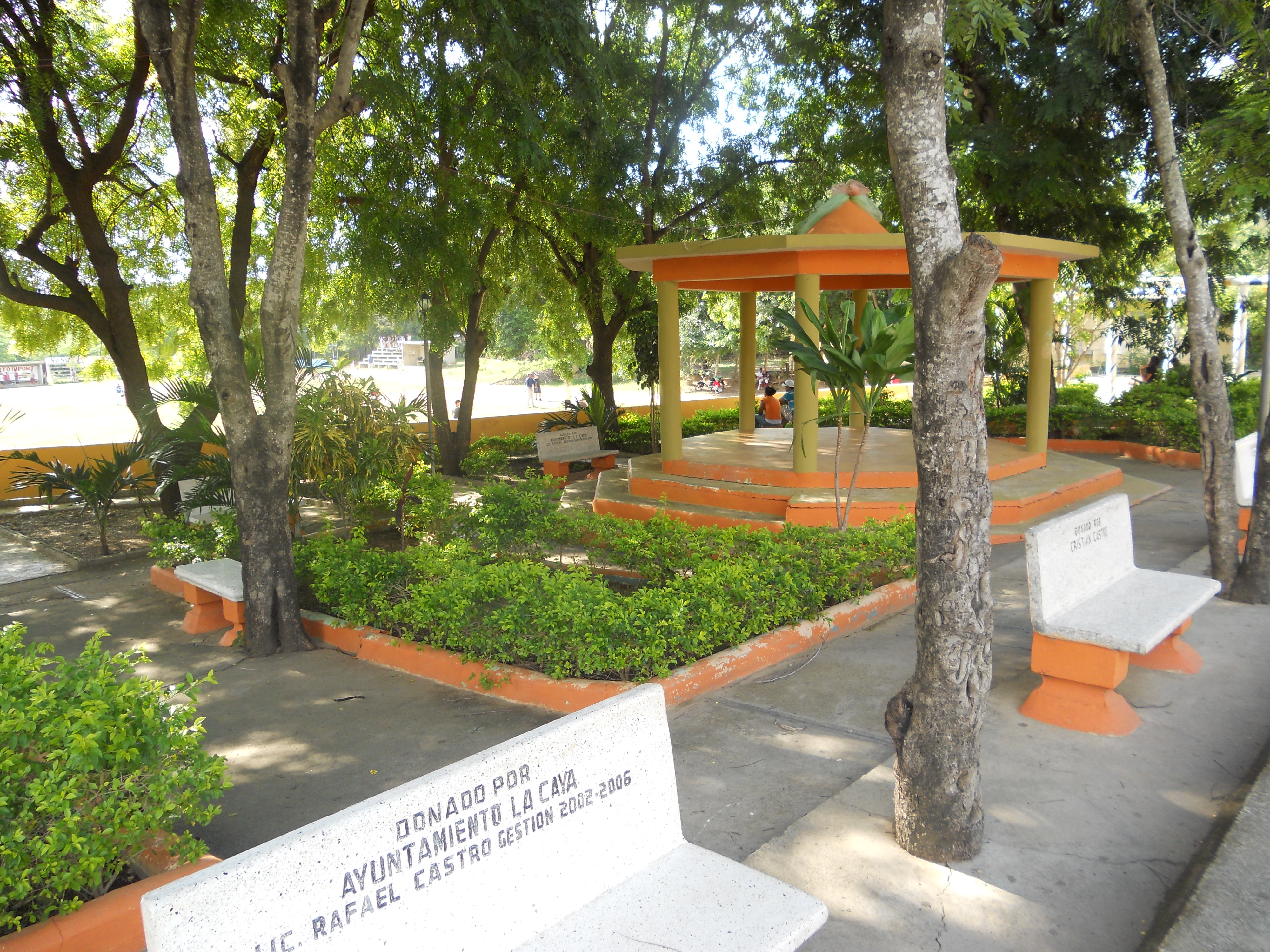
Parque de La Caya

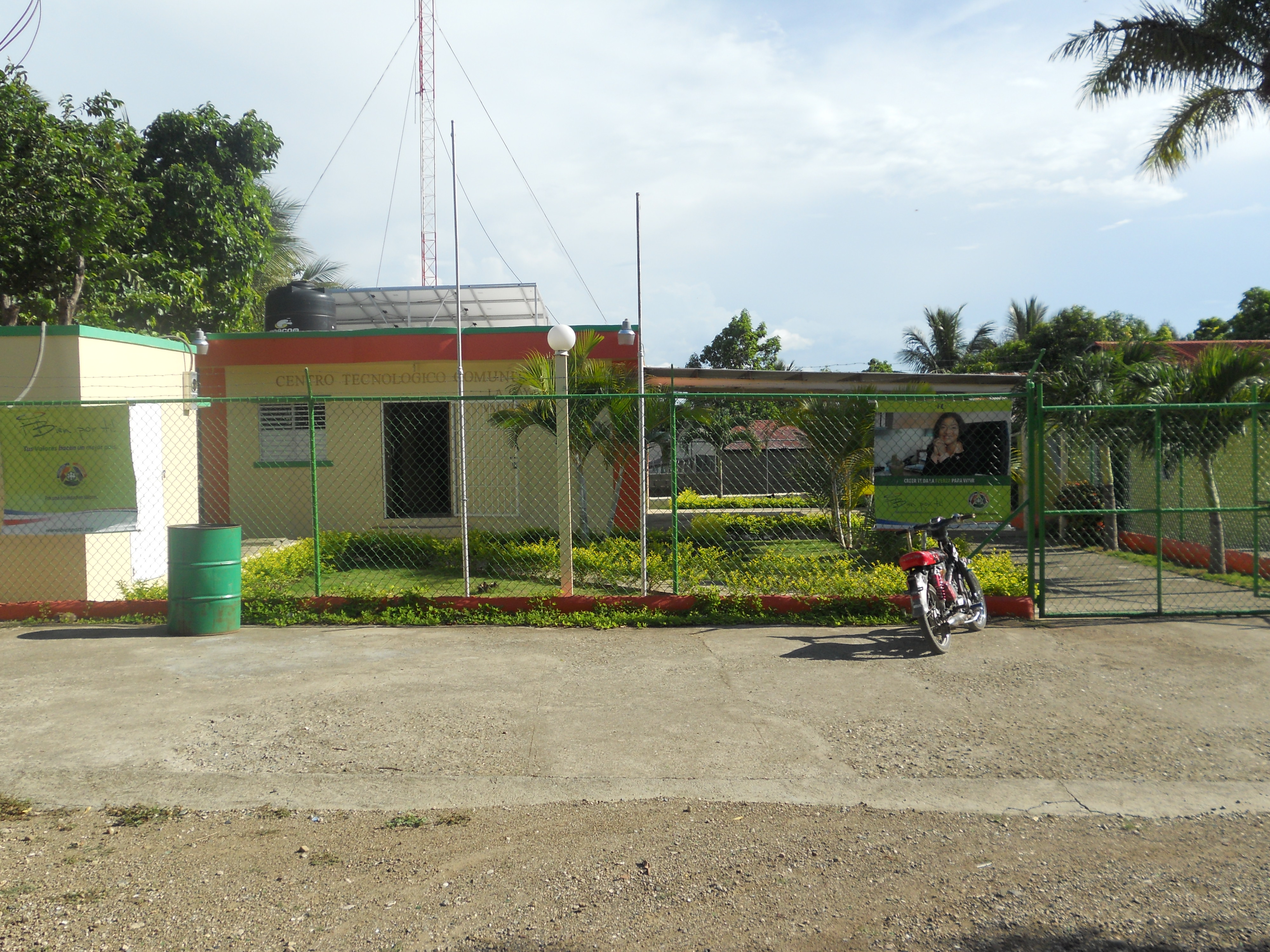
CTC de La Caya

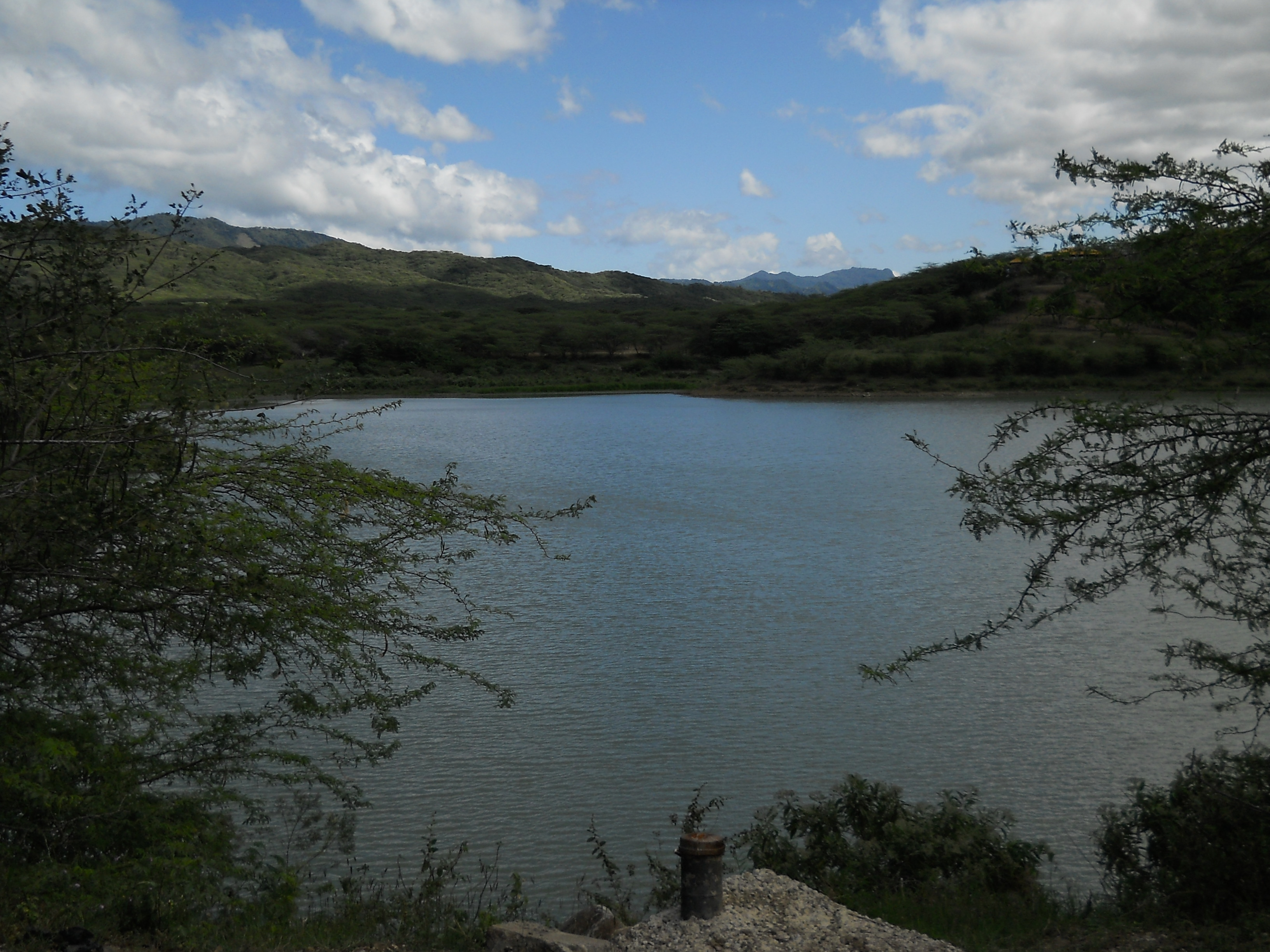
La presa de La Caya

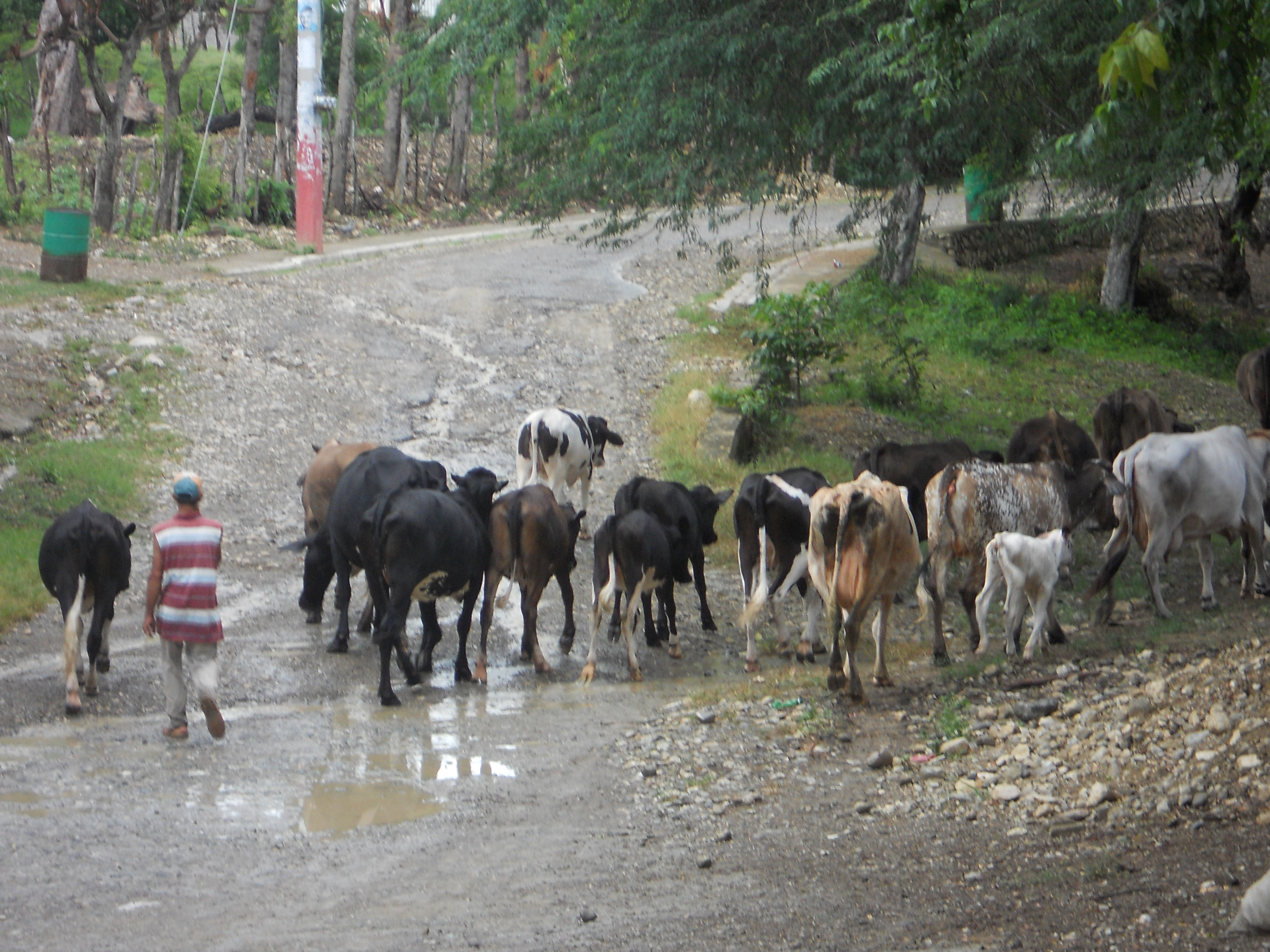
Vacas en la calle en La Caya

La Caya es un distrito municipal ubicado en la Línea Noroeste de la República Dominicana con una superficie de 87 km². Pertenece al municipio de Laguna Salada de la provincia de Valverde en el Cibao. Tiene un centro urbano y tres secciones y parajes- Pozo Prieto, Loma de Pozo Prieto, y Palo Amarillo. Según el censo del gobierno de la República Dominicana de 2022, tiene una población de 1,583 personas.

## Historia
La Caya fue fundada en 1900. Su nombre viene del nombre de un árbol que crece en la región, cuyo nombre científico es  Sideroxylon foetidissimum), que significa Caya Amarilla. Sus primeros pobladores incluyen a Antonio Pérez, Chucú Polanco, Delfín Polanco, Emilio Muñoz, José de Jesús Muñoz y los hermanos Félix, Tomás y Chucú Chávez Santil. Su santa patrona es la Virgen de la Altagracia y se celebran las patronales del 10 a 21 de enero de cada año. La Junta de Vocales del Ayuntamiento de La Caya, mediante resolución 003/2017, declaró el día 24 de julio de cada año como día de Regocijo Distrital, porque en esa fecha el Congreso Nacional, mediante la ley n.º 151-01, elevó a la comunidad a la categoría de distrito municipal.
Desde su principio hasta 1939 perteneció al Común de Guayubín en la provincia de Montecristi. Con la Ley n.º 125 de 1939 La Caya era una sección. Después de la Ley n.º 5220 de 1959, perteneció al distrito municipal de Laguna Salada, municipio de Esperanza, provincia Valverde. Se convirtió en un distrito municipal, parte del municipio de Laguna Salada, debido a la Ley n.º 151-01. Su síndico actual (2024-2028) se llama Eduard  Felipe Barrientos del Partido de la Liberación Dominicana.
La Caya está delimitada al Norte, por la cordillera Septentrional, al Sur por Jaibón, al Este por Laguna Salada y Ranchete, y al Oeste por Hatillo Palma y Arroyo Caña. Su gentilicio cayero

## Geografía
La Cordillera Septentrional corta la corriente húmeda de los vientos alisios y produce un clima semi-desértico que se da en La Caya. Hay una pequeña presa y cinco arroyos de pequeña correntia. La zona exhibe llanuras hacia el sur y una vegetación característica del bosque seco subtropical. Especies típicas incluyen los cactus, la baitoa, el cambrón, la caya y el guayacán. Hacia el norte el sistema montañoso está cubierto de vegetación de pastos para la ganadería, árboles maderables y frutales. 
La temperatura promedio anual oscila de 25 a 30 grados centígrados, sujeta a los cambios de mayor calor durante los meses de julio-agosto y las temperaturas más bajas durante los meses de diciembre a marzo.

## Economía
La agricultura constituye la base de la economía local. Se cultiva yuca, maíz, habichuelas, cebollas, y ajíes. En la parte montañosa se produce café, cacao, cítricos y pasto para el ganado. La crianza de ganado vacuno y caprino es la actividad que integra a más de la población económicamente activa. Esta es seguido por las remesas que envían los Cayeros/as residentes en los Estados Unidos y Europa, así como el empleo en sector público y privado. El comercio a pequeña escala es otro renglón de la economía en fase de desarrollo. Los terrenos destinados a la agricultura están distribuidos de manera desigual, entre algunos terratenientes, medianos y pequeños productores agrícolas. 
La carretera Jaibón - La Caya, principal  vía de comunicación que da acceso a la comunidad, está pavimentada y señalizada. Los caminos vecinales están en malas condiciones, sobre todo los que enlazan a la zona urbana con la rural. Estas vías de comunicación necesitan mantenimiento, tanto de las autoridades locales y nacionales para un mejor acceso a las zonas de producción y para el desplazamiento humano.

## Aspectos públicos
Se dispone de una unidad de Atención Primaria de Salud, UNAP, que ofrece los servicios de consultas externas, vacunación, atención prenatal, curas y planificación familiar, entre otros servicios. La unidad solo dispone de un médico pasante y del personal de apoyo. Las enfermedades que más afectan a la población son la hipertensión arterial, la diabetes, y el asma. Estos datos son del 2003. 
En la zona urbana hay dos centros escolares: la escuela Diola Altagracia Báez Jiménez, donde funciona la educación básica y el liceo Simón Rafael Moronta Quiñones, para el nivel  medio o bachillerato. Otras tres escuelas básicas funcionan en las demás secciones y parajes- Pozo Prieto, Loma de Pozo Prieto y Palo Amarillo. La infraestructura de los cuatro centros educativos son de concreto y se conservan en buenas condiciones físicas, aunque faltan mucho equipo básico como escritorios suficientes para todos los estudiantes. 
Hasta el año 2003, habían 286 analfabetos, 486 no habían completado la educación básica, 133 la completaron, 237 completaron el octavo grado. Habían 218 bachilleres, 18 técnicos, 93 estudiantes universitarios y 34 profesionales. La comunidad educativa demanda la construcción de un liceo para el nivel medio o bachillerato. 
La comunidad dispone de un Centro Tecnológico Comunitario, CTC, que es una unidad operativa de informática de uso público conectado al Internet con servicios adicionales de telecomunicaciones, impresión, filmación, fax, fotografía, fotocopia, tele conferencia y capacitación tecnológica orientadas al desarrollo integral de la comunidad. La emisora comunitaria constituye uno de los componentes más importantes del Centro. Tiene como objetivo servir de canal masivo a través de la cual se difunde información y orientación educativa, relacionadas con el Centro Tecnológico y otras actividades que respondan al interés y el bienestar comunitario. La emisora tiene una función comunitaria sin fines de lucro. CAYA 107.9 FM., es la primera y única emisora comunitaria que opera en la provincia Valverde, con la autorización de INDOTEL.
La recogida de basura es una responsabilidad del Ayuntamiento local, se recoge dos veces por semana. En la zona urbana La Caya, cuenta con electricidad y agua 24 horas por día, aunque a veces experiencia problemas.